# Ургант, Андрей Львович
Андре́й Льво́вич У́ргант (иногда указывается как Мили́ндер; род. 28 ноября 1956, Ленинград) — советский и российский актёр театра и кино, телеведущий.
Сын народной артистки РСФСР Нины Ургант и заслуженного артиста РСФСР Льва Милиндера; отец шоумена и телеведущего Ивана Урганта.

## Биография
Родился 28 ноября 1956 года в Ленинграде в семье актёров — Льва Максовича Милиндера (1930—2005) и Нины Николаевны Ургант (1929—2021). Издание «МК в Питере» в статье об актёре написало об эстонском происхождении фамилии Ургант, такую же информацию опубликовала и газета «Аргументы и факты».
В 1977 году окончил Ленинградский государственный институт театра, музыки и кинематографии, курс Р. С. Агамирзяна.
Играл в Ленинградском Театре имени В. Ф. Комиссаржевской и в театре им. Ленинского Комсомола (ныне театр Балтийский дом).
В 1993 году в прокат вышел фильм «Окно в Париж» — двухсерийный художественный фильм, комедийная фантасмагория режиссёра Юрия Мамина. В этом фильме играет роль второго плана Андрей Ургант — Гуляев, живущий в Париже давний знакомый Николая.
Снимался в сериале «Воронины», в фильме «Одержимый» и в сериале «Жизнь и приключения Мишки Япончика». В 2011 году актёр исполнил одну из главных ролей в картине «Моя безумная семья».

### Телевидение
В 1994 году принимал участие в телепроекте «Ночной актёрский клуб» («TV-6 Москва»).
С 8 ноября 1997 по 30 мая 1998 года единолично (а впоследствии — совместно с Андреем Макаревичем) выступал в качестве ведущего кулинарной программы «Смак» на ОРТ, за восемь с половиной лет до появления в передаче его сына.
В 2002 году вёл информационно-познавательный телеканал «Дата» на канале ТВ Центр.
С 5 марта по 23 июля 2005 года вместе с сыном Иваном был ведущим развлекательного шоу «Большая премьера» на «Первом канале».
С 21 сентября 2007 по 28 августа 2008 года — ведущий интеллектуальной телеигры для старшеклассников «Властелин ума» на телеканалах «Россия» и «Бибигон» (в 2011 году программа выходила в повторах на канале «Карусель»).
С 12 сентября по 10 декабря 2009 года вёл судебное ток-шоу «Двенадцать» на канале ДТВ.
Параллельно с этим являлся ведущим разговорной передачи «Встречи на Моховой» на петербургском «Пятом канале» до 28 февраля 2010 года.
С 15 апреля по 29 мая 2010 года — соведущий Михаила Шаца в юмористической программе «Слава Богу, ты пришёл!» на СТС.
В 2011 году провёл несколько выпусков музыкального конкурса «Песня для вашего столика» на НТВ.
До ноября 2012 года был ведущим телепрограммы «Эгоист» на телеканале 100ТВ.
С 2017 года — постоянный участник телеигры «Пятеро на одного» на канале «Россия-1».
В 2018 году — член жюри шоу «Мастер смеха» на канале «Россия-1».

## Личная жизнь
Первая жена — Валерия Киселёва (7 февраля 1951 — 1 февраля 2015), сокурсница по ЛГИТМиКу.
Сын — Иван Ургант (род. 16 апреля 1978), теле- и радиоведущий, актёр, певец, музыкант.
Внучки Нина (род. 15 мая 2008), Валерия (род. 21 сентября 2015).
Вторая жена — Алёна Свинцова (род. 1953), была актрисой театра В. Ф. Комиссаржевской, поэтесса и певица. С 1996 года живёт в Нидерландах.
Дочь — Мария Андреевна Ургант (род. 1984) живёт в Нидерландах.
Внуки Эмир (род. 2004), Габриель (род. 2015)
Проживал с Еленой Романовой (род. 1986).

## Фильмография
Участие в телеспектаклях детской передачи «Сказка за сказкой» (1979—1999) на ленинградском телевидении:
- 1981: «Волшебная дудочка», сказочник Поль
- 1982: «Если не веришь, то можешь не играть»
- 1982: «Невероятная история»
- 1985: «Купец и кошка»
- 1986: «Баронесса на горошине», Филипп
- 1986: «Турки при дворе короля Микиша», Франтишек
- 1988: «Смерть магистра Коппелиуса», Ансельм
- 1988: «Фраголетта и Шарль, крестник короля», Генрих
- 1989: «Подарок солдата Ивана Варежкина», староста
- 1989: «Франсуэлла — найденыш», Грамбилла
- 1990: «Верный шут короля», граф Лейтборн
- 1990: «Принцесса и Антуан», разбойник
- 1992: «Обручение в Сен-Мишеле», сюзерен
- 1996: «Эрик плут и главный советник короля», король

### Роли в кино
| Год       |     | Название                                                | Роль                                                                                          |
| --------- | --- | ------------------------------------------------------- | --------------------------------------------------------------------------------------------- |
| 1982      | ф   | Голос                                                   | Миша, работник киностудии                                                                     |
| 1983      | тсп | Кошкин дом                                              | кукла Андрюша                                                                                 |
| 1985      | ф   | Снегурочку вызывали?                                    | Имя персонажа не указано                                                                      |
| 1986      | ф   | Конёк-Горбунок (мюзикл)                                 | скоморох-певец                                                                                |
| 1989      | ф   | Биндюжник и Король                                      | Гусар Лёва                                                                                    |
| 1989      | ф   | Алкмена и Амфитрион                                     | Юпитер                                                                                        |
| 1990      | ф   | Страсти по Владимиру                                    | Имя персонажа не указано                                                                      |
| 1990      | ф   | Анекдоты                                                | эпизод                                                                                        |
| 1991      | ф   | Жертва для императора                                   | Имя персонажа не указано                                                                      |
| 1991      | ф   | Пьющие кровь                                            | Аганин                                                                                        |
| 1992      | ф   | Лестница света                                          | Миша                                                                                          |
| 1992      | с   | Рэкет                                                   | Андрей Свиридов                                                                               |
| 1993      | ф   | Барабаниада                                             | дирижёр похоронного оркестра                                                                  |
| 1993      | ф   | Грех. История страсти                                   | Имя персонажа не указано                                                                      |
| 1993      | ф   | Окно в Париж                                            | Миша Гуляев, русский эмигрант                                                                 |
| 1993      | ф   | Путешествие в счастливую Аравию                         | Имя персонажа не указано                                                                      |
| 1994      | ф   | Последнее дело Варёного                                 | Кашурников, Родион Романович                                                                  |
| 1994      | ф   | Русский транзит                                         | Грюнберг                                                                                      |
| 1994      | ф   | Прохиндиада-2                                           | Имя персонажа не указано                                                                      |
| 1998      | ф   | Улицы разбитых фонарей-2                                | конферансье (серия «Дело № 1999»)                                                             |
| 2000      | с   | Охота на Золушку                                        | Владимир Туманов, владелец клуба                                                              |
| 2000      | ф   | Убойная сила-1                                          | Мухаев                                                                                        |
| 2000      | ф   | Старые песни о главном. Постскриптум                    | портье                                                                                        |
| 2001      | с   | Чёрный ворон                                            | поэт                                                                                          |
| 2001      | ф   | Ключи от смерти                                         | Шурпин, писатель                                                                              |
| 2001      | ф   | Спецотдел                                               | Кошелев                                                                                       |
| 2001      | с   | Ниро Вульф и Арчи Гудвин: Воскреснуть, чтобы умереть    | Генри Димарест                                                                                |
| 2002      | ф   | Дорога в ад                                             | Имя персонажа не указано                                                                      |
| 2002      | с   | Крот-2                                                  | Михаил Борисович Лерр, адвокат (убит людьми Маргеладзе в 10 серии 2-го сезона) (2-й сезон, ‡) |
| 2004      | ф   | На вираже                                               | Имя персонажа не указано                                                                      |
| 2005      | с   | Мастер и Маргарита                                      | Жорж Бенгальский, конферансье Варьете                                                         |
| 2005      | с   | Всё золото мира                                         | Лавадский                                                                                     |
| 2005      | с   | Осторожно, Задов!                                       | Чиновник комитета по культуре / отец младенца-подкидыша                                       |
| 2005      | с   | Семья                                                   | Имя персонажа не указано                                                                      |
| 2006      | ф   | Травести                                                | Рыбаков                                                                                       |
| 2006      | ф   | Первый дома                                             | профессор                                                                                     |
| 2006      | с   | Zадов in Rеалити                                        | Дед Задова                                                                                    |
| 2007      | ф   | Любовь-морковь                                          | Нерон / Олег Львович Власов                                                                   |
| 2008      | ф   | Любовь-морковь 2                                        | Нерон / Олег Львович Власов                                                                   |
| 2009      | ф   | Группа ZETA. Фильм второй                               | «Ботвинник», вор                                                                              |
| 2010—2019 | с   | Воронины                                                | Сергей Геннадьевич Золотарёв, отец Веры                                                       |
| 2010      | с   | Одержимый                                               | Анатолий Васильевич Губанов, депутат                                                          |
| 2010      | ф   | Любовь-морковь 3                                        | Нерон / Олег Львович Власов                                                                   |
| 2011      | ф   | Жизнь и приключения Мишки Япончика                      | Йоваль Лазаревич Гепнер                                                                       |
| 2011      | ф   | Небесные родственники                                   | Василий Семёнович                                                                             |
| 2011      | ф   | Моя безумная семья!                                     | Виктор Волынцев                                                                               |
| 2012      | с   | Белая гвардия                                           | мажордом гетмана                                                                              |
| 2012      | с   | Наружное наблюдение                                     | Сергей Петрович, депутат                                                                      |
| 2012      | ф   | Я отменяю смерть                                        | Павел Сергеевич, директор морга                                                               |
| 2013      | ф   | Бальзаковский возраст, или Все мужики сво… 5 лет спустя | Николай Семёнович, отец Вити, полковник в отставке                                            |
| 2013      | ф   | Назначена награда                                       | Борис Гайтан, отец Паши                                                                       |
| 2013      | с   | Стройка                                                 | «Вентель»                                                                                     |
| 2014      | с   | Тихая охота                                             | «Ботвинник», вор                                                                              |
| 2015      | ф   | Мамы 3                                                  | Виктор, отец Гоши                                                                             |
| 2015      | ф   | Рождённая звездой                                       | Роберт Ростовцев                                                                              |
| 2015      | с   | Чума                                                    | Павел Выдригайло («Карандаш»), криминальный авторитет                                         |
| 2018      | с   | Мажор-3                                                 | Георгий Семёнович (дядя Гоша)                                                                 |
| 2018      | ф   | Белая ворона                                            | Николай Ивановский                                                                            |
| 2019      | ф   | Нуреев. Белый ворон                                     | Николай Ивановский                                                                            |
| 2019      | с   | Призраки Замоскворечья                                  | Валентин Соколов                                                                              |
| 2020      | ф   | Шпион №1                                                | Салах, шейх                                                                                   |
| 2020      | ф   | Новая жизнь                                             | отец Анны                                                                                     |
| 2021      | с   | Алиби                                                   | Роман Викторович Жданов, продюсер                                                             |
| 2022      | с   | 1703                                                    | муж вдовы                                                                                     |
| 2022      | ф   | Далёкие близкие                                         | Вова                                                                                          |
| 2023      | ф   | Новогодний шеф                                          | Николай Петрович                                                                              |
| 2024      | с   | Столыпин                                                | министр                                                                                       |

## Награды
В 2007 году стал лауреатом ежегодной художественной премии «Петрополь» — «за необычность литературных и театральных образов».